# Candelaria (Tenerife)
Candelaria is een gemeente in de Spaanse provincie Santa Cruz de Tenerife in de regio Canarische Eilanden met een oppervlakte van 49 km². Candelaria telt 26.746 inwoners (1 januari 2016). De gemeente ligt op het eiland Tenerife.
Candelaria is een oud vissersdorp op ongeveer 20 kilometer van de hoofdstad Santa Cruz de Tenerife. Deze plaats is in de laatste jaren enorm gegroeid en is inmiddels een forensenplaats voor mensen die in de stad Santa Cruz werken. De belangrijkste trekpleister van dit dorp is Maagd van Candelaria ("Virgen de Candelaria") patroonheilige van de Canarische Eilanden, die wordt vereerd in de basiliek van onze lieve Vrouwe van Candelaria.
Tegenover de basiliek, aan de rand van het plein, staan bronzen standbeelden van de negen menceyes van de Guanchen die het eiland hebben geregeerd voor de komst van de Spanjaarden.

## Demografische ontwikkeling
Bron: INE; 1857-2016: volkstellingen

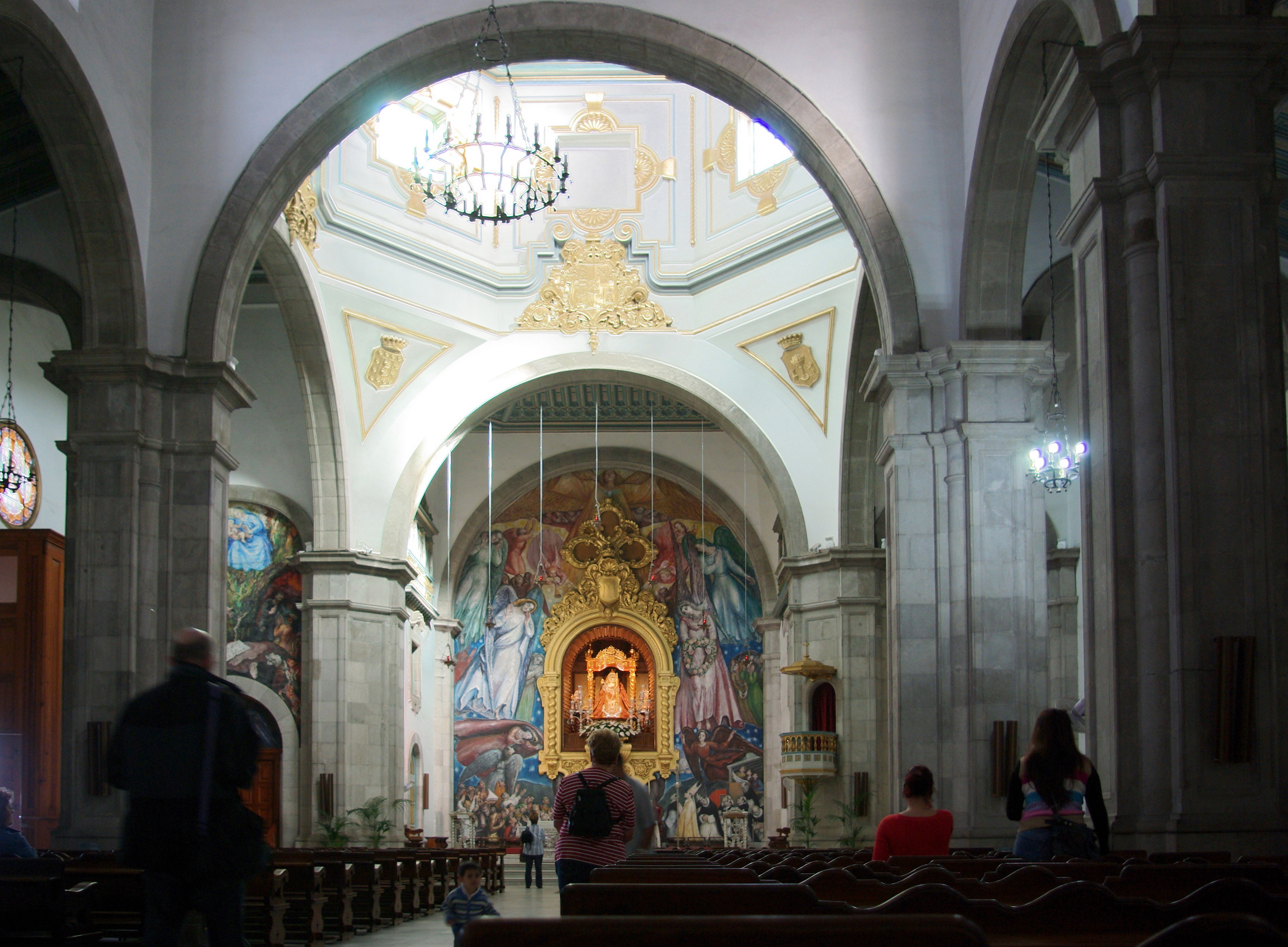
Basílica de Nuestra Señora de la Candelaria
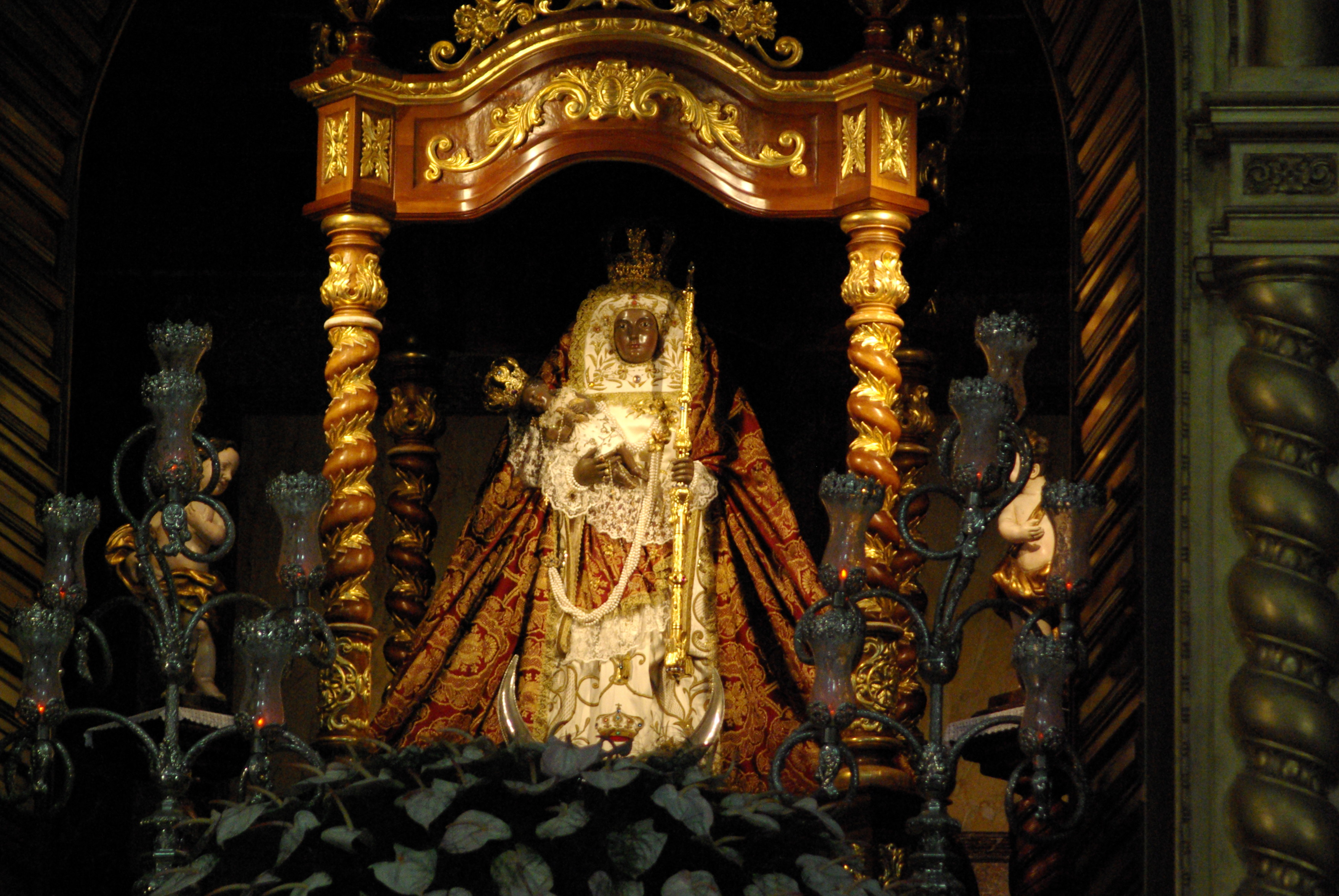
Basílica de Nuestra Señora de la Candelaria, Virgen de la Candelaria
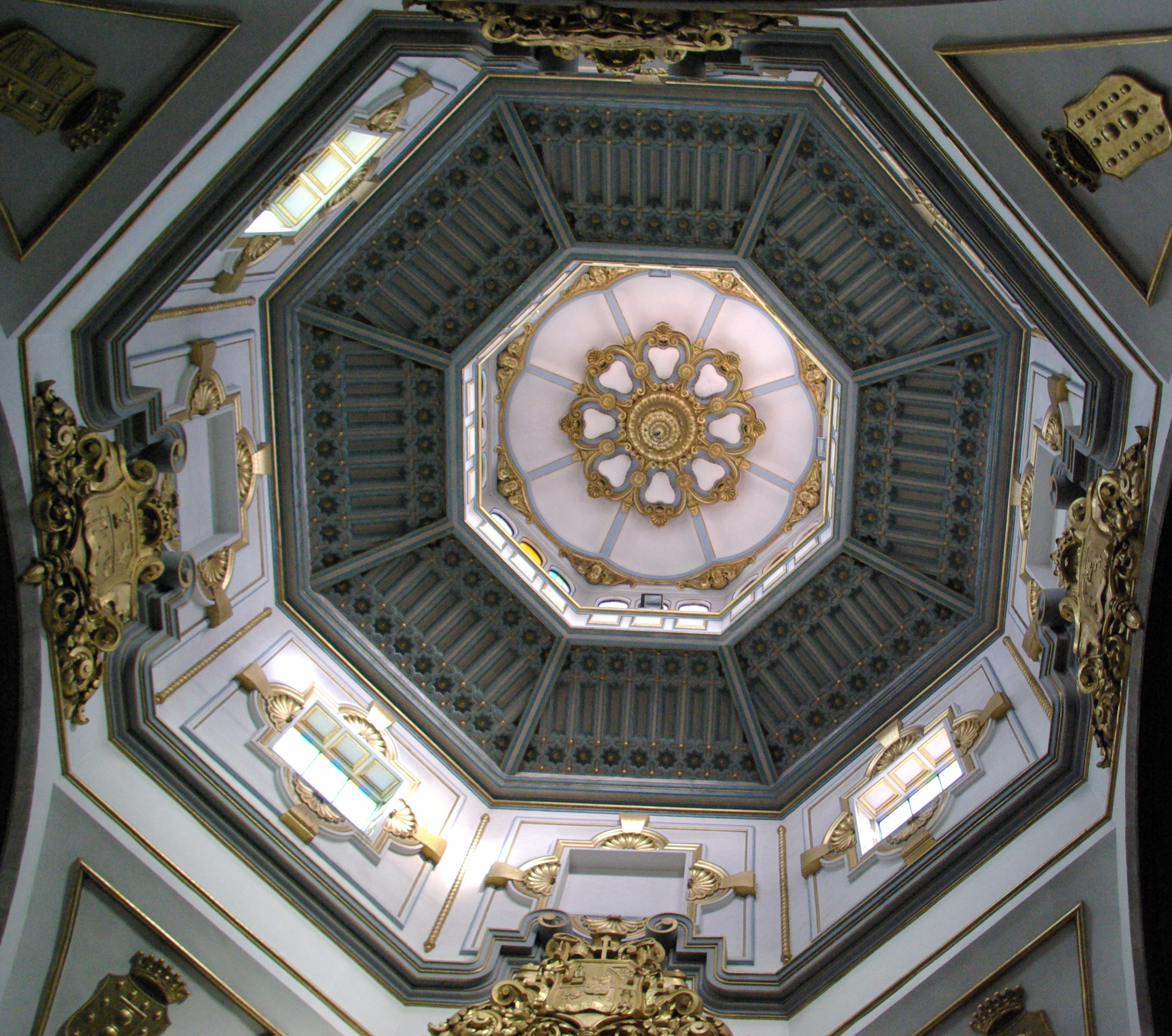
Basílica de Nuestra Señora de la Candelaria
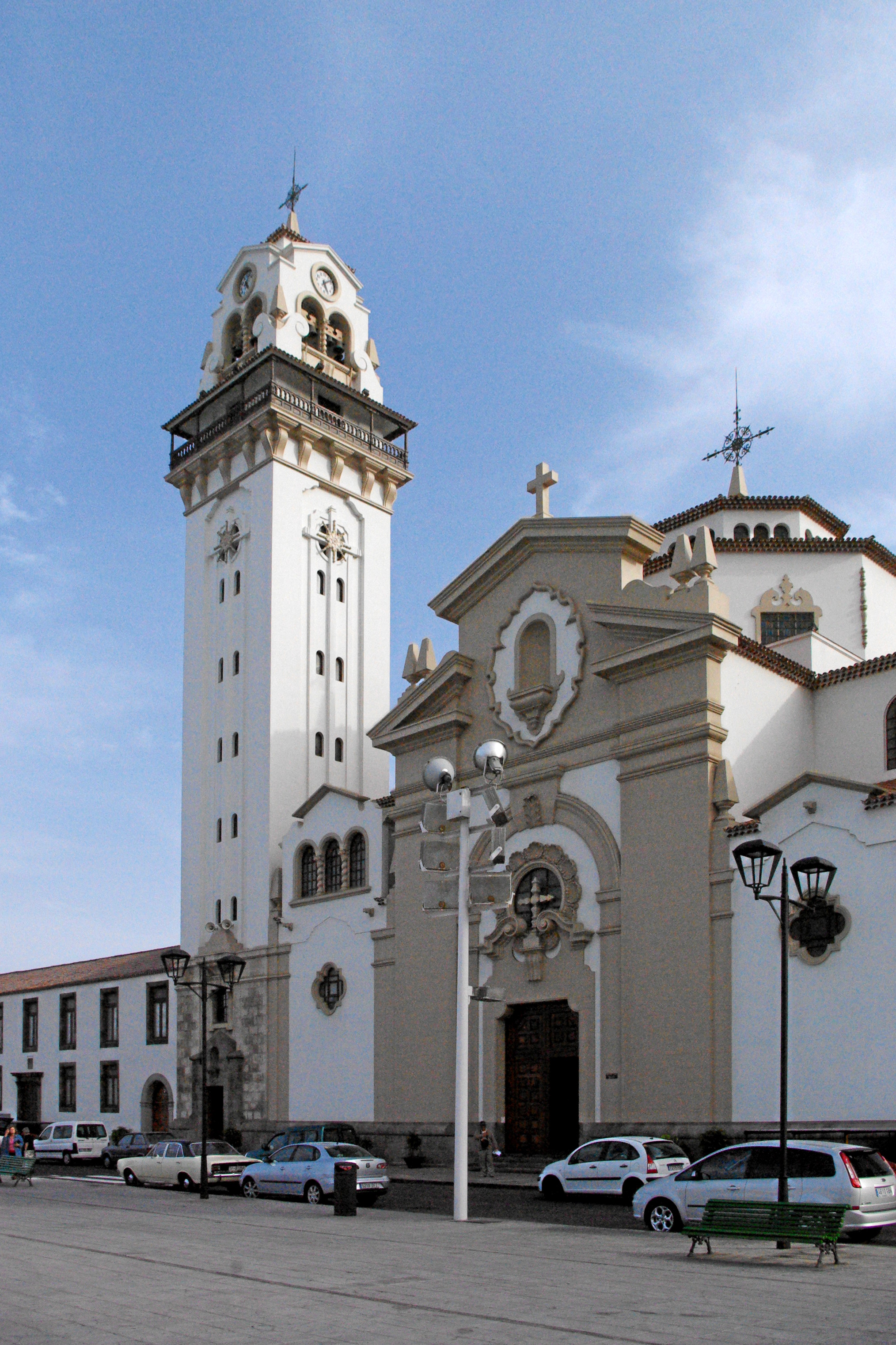
Basílica de Nuestra Señora de la Candelaria

Adeje · Arafo · Arico · Arona · Buenavista del Norte · Candelaria · Costa del Silencio · Fasnia · Garachico · Granadilla de Abona · La Guancha · Guía de Isora · Güímar · Icod de los Vinos · La Matanza de Acentejo · La Orotava · Puerto de la Cruz · Los Realejos · El Rosario · San Cristóbal de La Laguna · San Juan de la Rambla · San Miguel de Abona · Santa Cruz de Tenerife · Santa Úrsula · Santiago del Teide · El Sauzal · Los Silos · Tacoronte · El Tanque · Tegueste · La Victoria de Acentejo · Vilaflor de Chasna